# Ањијер ан Деволи
Ањијер ан Деволи (фр. Agnières-en-Dévoluy) насеље је и општина у југоисточној Француској у региону Прованса-Алпи-Азурна обала, у департману Горњи Алпи која припада префектури Гап.
По подацима из 1999. године у општини је живело 212 становника, а густина насељености је износила 6 становника/km². Општина се простире на површини од 32,46 km². Налази се на средњој надморској висини од 1270 метара (максималној 2.597 m, а минималној 1.114 m).

## Демографија
| 1962. | 1968. | 1975. | 1982. | 1990. | 1999. | 2011. |
| ----- | ----- | ----- | ----- | ----- | ----- | ----- |
| 166   | 202   | 180   | 180   | 199   | 212   | 270   |

График промене броја становника у току последњих година